# Dancing with a stranger
Dancing with a stranger is een single van de Britse zanger Sam Smith met de Amerikaanse Normani. De single werd op 11 januari 2019 uitgebracht. De single haalde de top 10 in verschillende landen als Australië, het Verenigd Koninkrijk, Ierland en België. De popsingle is gebaseerd op R&B uit de jaren 80. Op de hoes van het nummer is een flacon parfum te zien.